# Санто Стефано Куискуина
Санто Стѐфано Куискуѝна (на италиански: Santo Stefano Quisquina; на сицилиански: Santu Stèfanu Cuschina, Санту Стефану Кускина) е малко градче и община в Южна Италия, провинция Агридженто, автономен регион и остров Сицилия. Разположено е на 730 m надморска височина. Населението на общината е 4914 души (към 2010 г.).